# Alex (vlak)

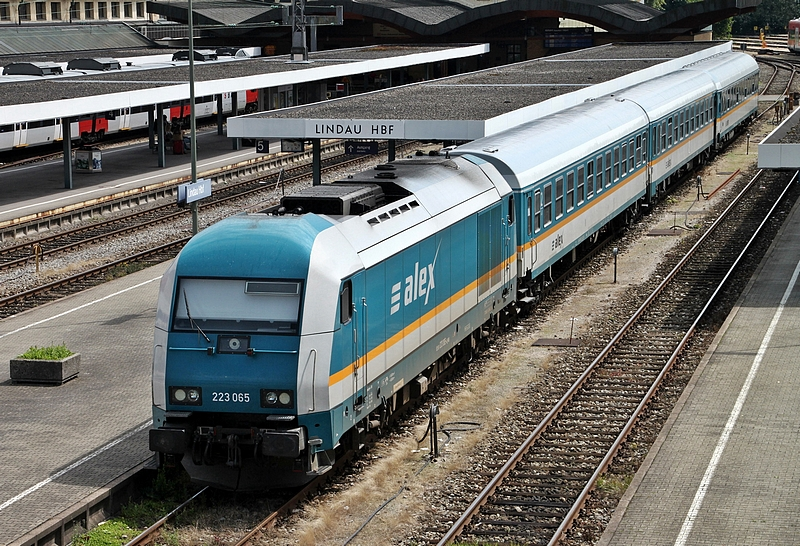
Souprava vlaku alex v čele s lokomotivou řady 223 (Herkules)

alex je komerční název dálkových vlaků německého soukromého dopravce Die Länderbahn, který vznikl jako akronym slov Arriva-Länderbahn-Express. I když akronym alex obsahuje název původního provozovatele vlaků, spadá majetkově stejně jako dopravce Die Länderbahn pod společnost Netinera, což je dceřiná společnost italských železnic – Ferrovie dello Stato Italiane. Vlaky alex jezdí převážně v Bavorsku na objednávku tamějšího organizátora dopravy. Mají dvě základní větve nazvané alex Nord (severní) a alex Süd (jižní). Obě tyto větve mají společnou konečnou stanici v Mnichově. Některé vlaky jedoucí na větvi alex Nord jsou provozovány ve spolupráci s Českými drahami a zajíždějí ze Schwandorfu přes Domažlice a Plzeň do Prahy.

## Vlaky alexu
Vlaky alexu jsou v Německu provozovány jako regionální expresy pod zkratkou ALX. V České republice dříve jako kategorie R, od GVD 2010/2011 pak jako kategorie Ex. Zatímco na české straně existuje tendence spojení mezi Prahou a Mnichovem označovat za dálkové vlaky, v Německu mají spoje ALX charakter pomalejší vrstvy rychlíků, které zastavují i v menších sídlech. I to je jeden z důvodů, proč je cesta vlakem mezi Prahou a Mnichovem delší než autobusem. V GVD 2017/2018 trvá 439 kilometrů dlouhá cesta z Prahy do Mnichova vlakem 5:43 h, zpátečním směrem 5:48 h. Základní dělení linek alexu je na severní a jižní větev.
V severní větvi jsou v úseku München Hbf - Regensburg Hbf vlaky alex vedeny elektrickou lokomotivou. Alex zde provozuje lokomotivy řady 183, které jsou podobné v České republice provozované řadě 1216 ÖBB (Taurus). Ve všech ostatních úsecích obou větví jsou vlaky alexu vedeny dieslovou lokomotivou typu Siemens ER20 (Herkules).

### Severní větev - alex nord
München Hbf - Schwandorf - Hof Hbf / Praha hl. n.

### Jižní větev - alex süd
München Hbf - Immenstadt - Lindau Hbf / Oberstdorf

## Provoz alexu v Česku
V Česku se vlaky alex objevily poprvé v GVD 2007/2008, kdy v Bavorsku proběhlo výběrové řízení na dopravce souboru meziregionálních linek, kterou získala společnost Die Länderbahn (respektive tehdejší Vogtlandbahn), tehdy patřící do skupiny Arriva. Vítězství v tomto výběrovém řízení sebou neslo nahrazení společnosti Deutsche Bahn na dvou párech vlaků jedoucích z Mnichova do Prahy. Jednu soupravu vlaků zajištovaly České dráhy, druhou soupravu alex. Na české straně, respektive ze stanice Furth im Wald do Prahy byly na vlacích provozovaných ve spolupráci s alexem z počátku nasazovány lokomotivy řad 750, 754 (Brejlovci) v úseku Furth im Wald - Plzeň hlavní nádraží a 363 (Eso) v úseku Plzeň hlavní nádraží - Praha hlavní nádraží. Od GVD 2009/2010 skončilo zajíždění Brejlovců do Furth im Waldu a do Plzně začaly zajíždět lokomotivy řady 223 (Herkules), které měl alex pronajaté od leasingové společnosti. Tím se ušetřil jeden přepřah lokomotiv a došlo ke zkrácení jízdní doby vlaků. Ve stejném GVD také alex nahradil Deutsche Bahn v provozu vlaků z Prahy do Norimberku. Celkem tedy již ve spolupráci s Českými drahami provozoval čtyři páry vlaků. Z toho dva páry vlaků s vlastní soupravou (výchozí ráno z Mnichova a Norimberku) a dva páry vlaků se soupravou českých drah (výchozí ráno z Prahy). Tyto čtyři páry vlaků nesly jména Karel Čapek, Franz Kafka, Jan Hus a Albert Einstein. Od roku 2012 začaly být na expresy v úseku Plzeň hlavní nádraží - Praha hlavní nádraží postupně nasazovány lokomotivy řady 362, které vznikaly zrychlením lokomotiv řady 363 při hlavní opravě. Zatímco České dráhy po celou dobu provozu vlaků v partnerství s alexem měnily řazení svých souprav, alex nasazoval standardně soupravu složenou z vozu ABvmz (vůz s oddíly 1. a 2. třídy s jedním oddílem pro vozíčkáře) a vozů Bm (vozy 2. třídy s dvanácti šestímístnými oddíly a místem pro přepravu jízdních kol namísto jedné z toalet). Se začátkem provozu byly soupravy alexu příjemné na cestování, protože jejich vozy byly čerstvě revitalizovány. Po letech provozu bez větší údržby se jejich stav zhoršil.
Od GVD 2017/2018 se zásadně změnil koncept provozování dálkové dopravy mezi Prahou a Plzní. Výrazně se změnilo i zajíždění vozidel alexu na české území. Nově začalo mezi Prahou a Mnichovem jezdit sedm párů vlaků, na které jsou nasazovány v základu čtyřvozové soupravy složené ze dvou vozů českých drah a dvou vozů alexu. Alex v souvislosti s touto změnou také změnil vozový park a nasadil na trasu nově revitalizované vozy od sesterské italské společnosti Trenitalia. Spolehlivost těchto vozů byla na počátku GVD 2017/2018 tristní, takže je v nemálo soupravách nahrazovaly vozy Českých drah, nebo alexem dříve nasazované vozy ABvmz a Bm, které však již nesplňovaly kvalitativní kritéria, mezi které nově patřily zásuvky 230V pro cestující a Wi-Fi připojení k internetu. Vozy pocházející z Itálie také již nenesou modrý nátěr, ale jsou lakovány do stejného barevného schéma, ve kterém modrou nahradila šedá barva. Dopravce tuto změnu barvy na svých facebookových stránkách zdůvodňoval autorskými právy na dříve užívaný odstín modré, která prý patří společnosti Arriva. Ani po více než měsíci od začátku platnosti GVD 2017/2018 nebyl alex schopný zprovoznit odkoupené vozy a ty musely být nahrazovány vozy Českých drah řad Bee238, Bmz235 a ABpee347. Tento krok vedl ke zhoršení kvality na vnitrostátních vlacích provozovaných Českými dráhami. Především na lince R16 (Praha - Plzeň - Klatovy), kde chyběly v soupravách kombinované vozy první třídy řady ABpee347.